# أدريان لاو
أدريان لاو (بالإنجليزية: Adrienne Lau) هي مغنية أمريكية، ولدت في 7 سبتمبر 1981.

## وصلات خارجية
- أدريان لاو على موقع IMDb (الإنجليزية)
- أدريان لاو على موقع قاعدة بيانات الفيلم (الإنجليزية)